# Doña Mencía
Doña Mencía és un municipi de la província de Còrdova a la comunitat autònoma d'Andalusia, a la comarca de la Subbética cordovesa. El seu nom procedeix de Mencía López de Haro, esposa del capità Álvaro Pérez de Castro.

## Demografia
| 1996  | 1998  | 1999  | 2000  | 2001  | 2002  | 2003  | 2004  | 2005  | 2006  |
| ----- | ----- | ----- | ----- | ----- | ----- | ----- | ----- | ----- | ----- |
| 5.007 | 5.047 | 4.955 | 4.946 | 4.927 | 4.971 | 4.981 | 5.002 | 5.003 | 5.001 |

## Història
Les restes més antigues trobades al municipi són una tomba procedent de la cultura argàrica. L'actual nucli urbà fou fundat pel mariscal de Castella Diego Fernández de Córdoba. El 1653 s'independitzà de Baena.